# Szalézi rend

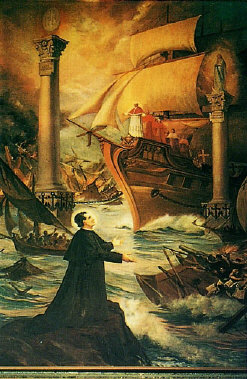
Don Bosco látomása az Egyház jövőjéről

A szalézi rend (más elnevezései: Szalézi Szent Ferenc Társaság, latinul Societas Sancti Francisci Salesi; olaszul Salesiani di Don Bosco, latinul Societas Don Bosco, SDB, szaléziak) klerikus szerzetesi kongregáció a római katolikus egyház keretein belül. Hivatalos elnevezése: Don Bosco Szalézi Társasága, szaléziak.
Női ága a Segítő Szűz Mária Leányai Társaság, harmadrendje: Szalézi Munkatársak Jámbor Egyesülete.

## Története
1859. december 18-án Torinóban alapította Don Bosco Szent János, főként az elhagyott és szegény ifjak nevelésére. 1864. július 23-án egyházmegyei jóváhagyást, 1869. február 19-én pápai elismerést nyertek. Szabályzatát 1874. április 3-án hagyta jóvá IX. Piusz pápa.
1884. június 28-án pápai jogú társaság lett, a redemptoristák rendi kiváltságaival.

### A rend alapítója
A rend alapítója Bosco Szent János (1815–1888) – akit 1934-ben avatott szentté a katolikus egyház – rendjét Szalézi Szent Ferencről nevezte el, kinek az alapító nagy tisztelője volt.
„Da mihi animas, cetera tolle!” – „Adj nekem lelkeket (Uram), minden mást vegyél el!”
Don Bosco

### A további történet
A piemonti királyságban uralkodó körülményekhez alkalmazkodva pap tagjai a világi papok ruháját viselték, a laikus testvérek civilben jártak és megtartották polgári jogi helyzetüket, de valamennyien letették a szegénység egyszerű fogadalmát. Céljuk a veszélyeztetett ifjak tanítása, nevelése, szakmai képzése. Később a rend tevékenysége lelkipásztorkodással, sajtótermékek előállításával és terjesztésével bővült. 1964 óta Rómában egyetemük (Accademia Salesiana) van a rendi utánpótlás számára. Tudományos folyóiratuk 1939 óta a Salisianum, pedagógiai folyóiratuk 1954 óta az Orientamenti Pedagogici. A szalézi rend hivatalos lapja a Bollettino Salesiano.
Az audiovizuális oktatás úttörői. 1980-ban 1341 házban 16 932 tag, köztük 11 020 pap; 2006-ban 1879 házban 16 665 rendtag, köztük 11 072 pap élt világszerte.

### A rend szerveződése
Tagjai jelöltség után lépnek a noviciátusba, melynek végén egyszerű fogadalmat tesznek. Három év múlva teszik le az ünnepélyes örökös fogadalmat. A fogadalmas kispapok, a segítőtestvérek és a papok a társaság egyenrangú tagjai.
A rendfőnök mellett 5 szaktanácsadó (rendi képzés, ifjúsági nevelése, a rend lelki ügyei, missziók, anyagiak) és 7 területi tanácsadó (Olaszország és Közel-Kelet, angol nyelvterület, Ázsia, Spanyolország, Latin-Amerika atlanti-óceáni térsége, Közép-Európa és Afrika, Latin-Amerika karib-tengeri térsége) alkotják a rend legfelső vezetését. Az egyetemes káptalan 1904-ig 3, azóta 6 évenként ülésezik. A rend legkisebb egysége a ház, vezetője az igazgató. Nagyobb terület vagy ország házai alkotják a rendtartományt. A II. vatikáni zsinat után 1984-re új szabályzat-tervezetet dolgoztak ki.
Rendfőnökei Don Bosco után: M. Rua, P. Albera, Rinaldi Boldog Fülöp, F. Ricaldone.
A Szalézi Társaság legfőbb tisztségviselője don Ángel Fernández Artime szalézi egyetemes főnök.

## A szalézi pedagógia
A Szalézi Társaság apostoli célja: az ifjúság oktatása és nevelése iskolákban, szakiskolákban és különféle ifjúsági intézményekben.
Don Bosco meg volt győződve arról, hogy a fiatalokat nem szigorral, hanem szeretettel kell megközelíteni. „Nem ököllel, de jósággal és szeretettel fogod őket barátaiddá tenni” – vallotta.
A szalézi aktivitás módszere nem csupán abból áll, hogy szeretetet közvetítsünk – ami elengedhetetlen -, hanem abból, hogy pedagógiailag képesek legyünk a szeretetet elfogadni.
A szalézi nevelés módszere az úgynevezett „megelőző pedagógiai módszer”.
Ez a nevelési módszer a jó melletti elkötelezettséget tekinti programjának. Tartalma: a családias szellem, a barátságra és a beszélgetésre való készség, egyszerűség és közvetlenség a rászorultakkal való együttélésben, valamint a vidám, optimista bánásmód.
A megelőző módszer az értelemre, a vallásra és a szeretetre épít.
- Értelem: egy keresztény humanizmus autentikus szemléletét jelenti, amelyben a jókedv, a szelídség, a bölcsesség, a munka és a tanulás, valamint az emberiesség egységet alkot.
- Vallás: a megszabadító kegyelem, az Isten utáni vágy tere. Az ember választ kap a boldogság és az élet értelmének keresésére irányuló kérdéseire. Ennek főbb forrásai: Isten Igéje, az Eucharisztia, a bűnbánat szentsége és Máriának, a keresztények segítőjének tisztelete.
- Szeretet: alapvetően lélektani beleérző képesség. A fiatalokat nem elég szeretni, nekik is érezniük kell, hogy szeretik őket.

Fontos továbbá a „szalézi jelenlét”, ami nem más, mint a fiatalok barátságos megközelítése, egy aktív és hiteles melléjük állás, teljes szívvel való részvétel életükben és elvárásaikban.

## A szalézi lelkiség
Don Bosco alapvető lelki beállítottságát, valamint életének és küldetésének vezérfonalát nevezzük szalézi szellemiségnek.
Ez a szalézi szellemiség, Don Bosco lelkisége a gyakorlat tapasztalatain formálódott.
Alapvonásai: a keresztény reménységből fakadó optimizmus és öröm.
Viselkedési normái:
- Bizalom a jó győzelmében.

„Minden fiatalban van egy pont, amelyen keresztül megnyerhető a jó ügy számára; minden nevelőnek elsőrendű kötelessége a szívnek ezt az érzékeny pontját megtalálni és használni.” (Don Bosco)
- Nyitottság minden emberi értékre.

A „szalézi” igenli a világ értékeit és elutasítja a „mai idők” hibái feletti siránkozást. Minden jóhoz ragaszkodik, különösen ha az tetszik a fiataloknak. Aki hajlamos az állandó siránkozásra, abból hiányzik a szalézi lelkiség.
- A mindennapok örömére nevelés.

„Sok türelemmel kell törekednünk egy olyan nevelésre, amely során megtanuljuk, vagy újra tanuljuk a sokféle emberi örömet – amelyet a Teremtő életutunkon számunkra tartogat -, a maga egyszerűségében felismerni és élvezni.”
A szalézi közösségek életét jellemzi az egyszerűség, a derűs légkör, az evangéliumi merészség, az alkotókedv, a mély lelki élet és az ebből fakadó öröm.

## A szaléziek Magyarországon

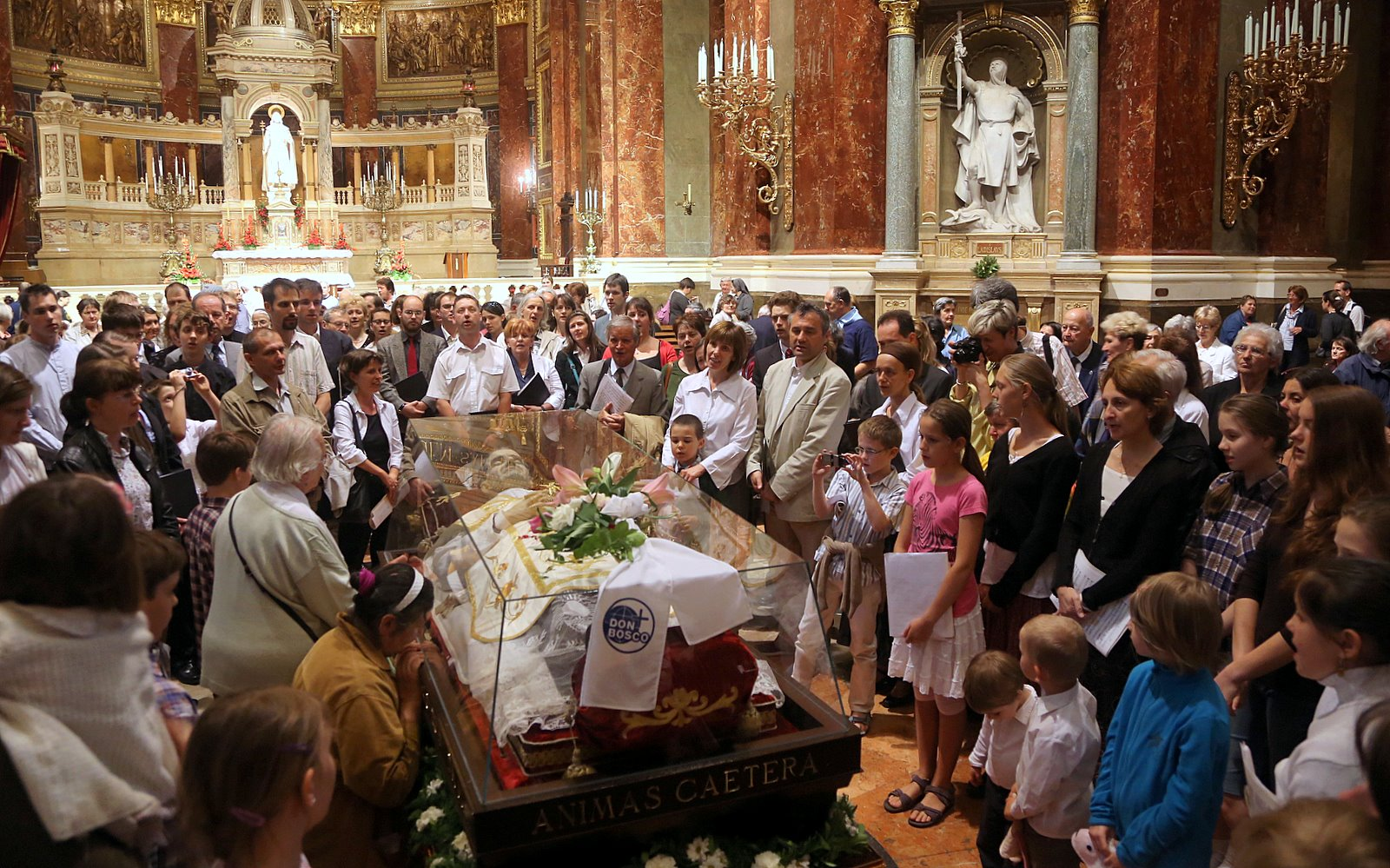
Don Bosco ereklye Budapesten a Szent István bazilikában, 2013-ban.

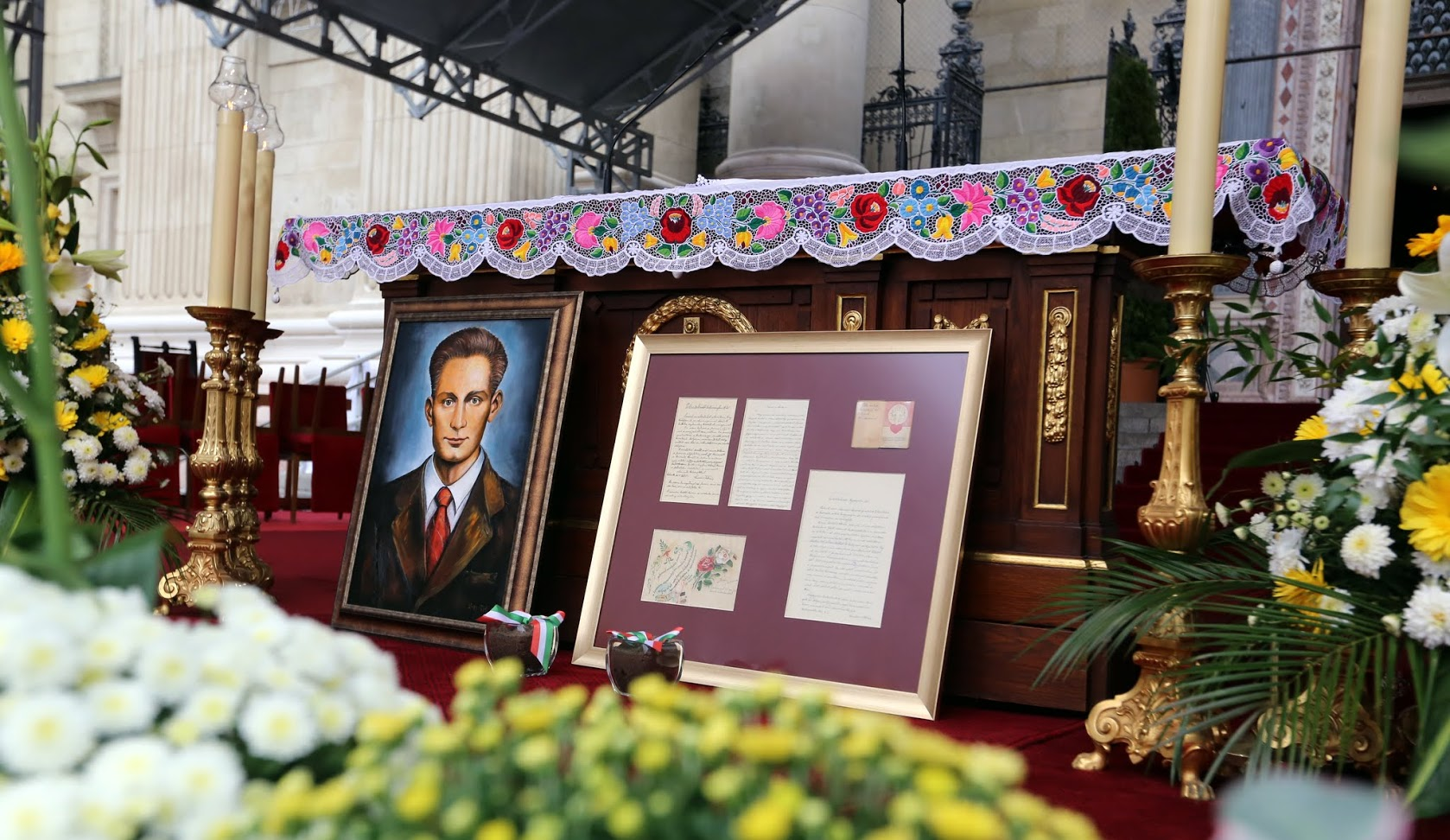
Sándor István boldoggá avatása, 2013-ban.

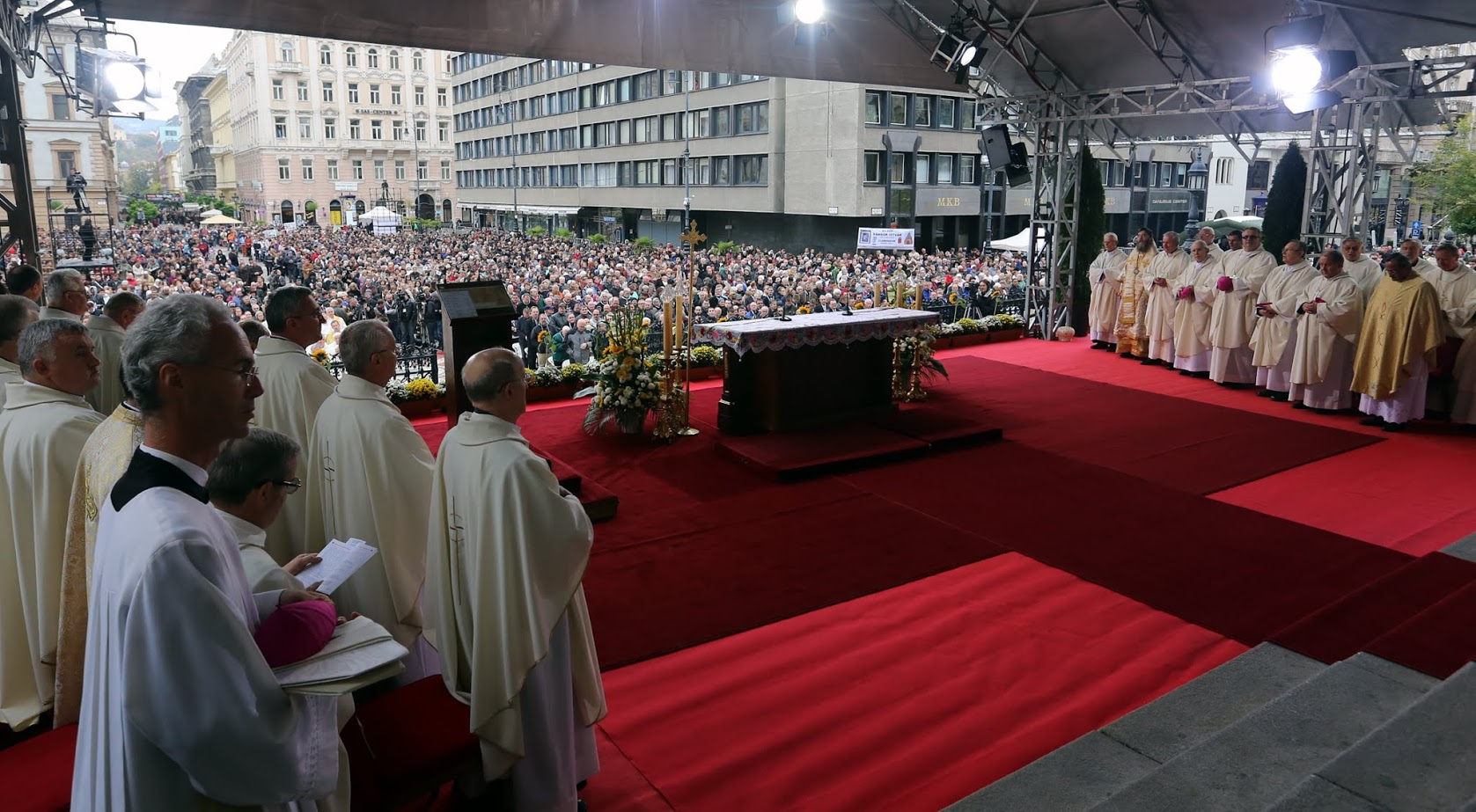
Sándor István boldoggá avatása a Szent István bazilika előtt

### Történet
Hazánkban 1913-ban telepedtek le az első szaléziak – Csernoch János hercegprímás hívására – Péliföldszentkereszten (Komárom-Esztergom vármegye) Zafféry Károly jóvoltából, akit az első magyar szaléziként tartanak számon.
Ezt követően megnyitották házaikat, iskoláikat, diákotthonaikat Balassagyarmaton, Borsodnádasdon, Budapesten, Esztergomtáborban, Gyulán, Magyaróváron, Mándokon, Mezőnyárádon, Nyergesújfalun, Pestszentlőrincen, Péliföldszentkereszten, Rákospalotán, Szombathelyen, Tanakajdon, Újpesten, Visegrádon.
1989-ben a megmaradt 83 magyar szalézi újra megkezdte működését. Nagy nehézségek árán ismét visszatértek régi alapításaik egy részébe. Céljuk töretlen: szolgálni és nevelni az ifjúságot Don Bosco útmutatásai szerint nagy szeretettel, hozzáértéssel, vidám hangulatban. Jó állampolgárokat és jó keresztényeket akarnak nevelni, hitet és életcélt akarnak nyújtani a kallódó, nehézségekkel küszködő, a társadalom szélére sodródott fiataloknak is.
Jelenleg szalézi rendház működik Óbudán, Újpesten, Péliföldszentkereszten, Kazincbarcikán és Szombathelyen; plébánia Óbudán, Újpesten, Nergesújfalun, Kazincbarcikán és Szombathelyen.
A magyar házak az Őrangyalról nevezett rendtartományhoz tartoztak, melynek székhelye Oświęcim-ben (Lengyelország, németül Auschwitz) volt, s magában foglalta az egész Osztrák–Magyar Monarchia német, magyar, lengyel és más szláv nyelvű házait. 1919. november 27-én Albera rendfőnök a tartományt megosztotta: Oświęcim székhellyel és 16 házzal lengyel-délszláv, Bécs székhellyel, 12 házzal (köztük a 2 magyarral) német rendtartományra. 1926-ban a magyar házakból megszervezték a Szent István királyról nevezett félprovinciát, Esztergomtábor székhellyel.
A magyar szaléziak Szent Istvánról elnevezett Magyar Tartományát 1929. január 2-án alapították. Az 1946-47-es tanév adatai szerint 31 szalézi hitoktatott 37 iskolatípusban, 227 iskolában, heti 288 órában 5062 gyermeket. 1950-ben, amikor a szerzetesrendek működését megtiltották, a szerzeteseket szétzavarták, 280 magyar szalézi szerzetes működött több, mint 15 helyen. Sándor Istvánt 1953-ban illegális tevékenységeiért kivégezték. Ő volt az első magyar szalézi szerzetes, akit boldoggá avattak.

### Ismeretes személyek
- Walland Ferenc (*1887 †1975; 1929-1936 volt tartományfőnök Jugoszláviában)
- Szőke János (*1927 †2012; 1980-ban elvállalta Mindszenty József bíboros, később még Bogdánffy Szilárd püspök, Sándor István és több jeles magyar boldoggá avatási eljárásának a vezetését; 1996-2010 volt a Don Bosco Kiadó igazgatója)

### Tartományfőnökök
| Év        | Név                            | Születési-Halálozási év |
| --------- | ------------------------------ | ----------------------- |
| 1926-1929 | Pływaczyk Stanisław            | 1880-1969               |
| 1933-1948 | Antal János                    | 1892-1967               |
| 1950-1952 | Ádám László                    | 1892-1977               |
| 1948-1950 | Sellye Vince                   | 1907-1983               |
| 1952-1956 | Sellye Vince                   | 1907-1983               |
| 1948-1950 | Edelényi István                | 1913-1995               |
| 1956-1980 | Edelényi István                | 1913-1995               |
| 1980-1983 | Vámos József                   | 1915-1983               |
| 1983-1990 | Pásztor János                  | 1914-1990               |
| 1990-2008 | Havasi József                  | 1929-2019               |
| 2008-2010 | Albert van Hecke               | 1941-                   |
| 2010-2012 | Manjooran Joseph Chummar Simon | 1961-                   |
| 2012-2019 | Ábrahám Béla                   | 1968-                   |
| 2020-2024 | Andrásfalvy János              | 1971-                   |
| 2024-     | Vitális Gábor                  | 1981-                   |

### Napjainkban
1989-ben a megmaradt 83 magyar szalézi újra megkezdte működését. Nagy nehézségek árán ismét visszatértek régi alapításaik egy részébe és folytatták nevelő tevékenységüket.
A 2025. évi adatok szerint a rendtársak száma összesen 26 (18 pap, 4 örökfogadalmas testvér, 4 szerzetesnövendék), közülük 8 misszionárius (4 vietnami, 3 indiai, 1 nigériai).
2025-ös adatok alapján
- Tartományfőnök: P. Vitális Gábor SDB
- Vikárius: P. Csány Péter SDB
- Ekonómus: T. Nádudvari Géza SDB
- Titkár: T. Nádudvari Géza SDB

A szalézi család ágai Magyarországon:
- Szalézi szerzetesek SDB
- Segítő Szűz Mária leányai Don Bosco nővérek FMA
- Szalézi Munkatársak Egyesülete SSCC
- Don Bosco önkéntesei VDB
- Don Bosco Voltnövendékei és Barátai EXDB [1]